# Бамбини ди Прага

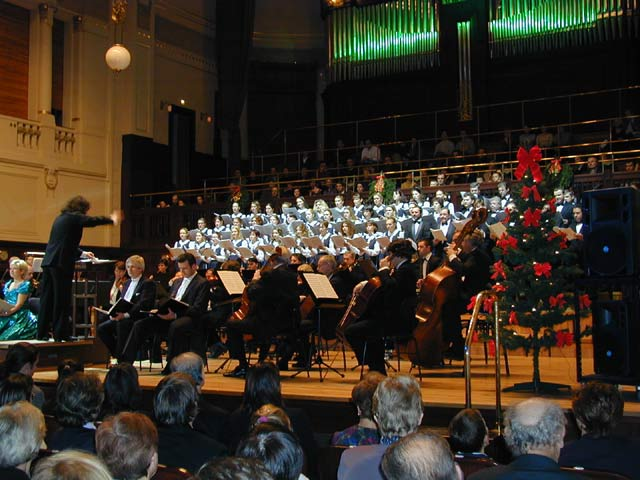
Бамбини ди Прага в Общественном доме

Бамбини ди Прага — чешский детский хор, который существовал под этим названием с 1973 по 2011 год. Команда состояла в основном из девушек, которые были отобраны из школы хорового пения «Бамбини ди Прага».

## История
В 1943 году хор основал Богумил Кулинский-старший. Он выиграл в 1945 конкурс вокалистов, который был назван «Радио Школа Протекторат Богемии и Моравии». Первоначально хор назывался «Певцы Грабувки» (по месту создания), а позже носил официальное название Детского хора Чехословацкого радио; неофициально его участники именовались «кулинчатами». Для хора писали новые произведения лучшие чехословацкие композиторы.
В 1973 году сотрудничество с Чехословацким радио прерывается. 1 мая 1973 хор был переименован в Bambini di Praga и обрёл постоянную прописку в школе пражского района Карлин. Сообщается, что новое название было выбрано в честь всемирно известной восковой фигуры младенца Христа из пражской церкви Богородицы Торжествующей.
В 1977 году Богумил Кулинский-младший стал дирижером Bambini di Praga. В том же году он создал отдельный ансамбль Bimbi di Praga, представленный лучшими голосами уже четвёртого поколения хористов. Богумил Кулинский старший умер в 1988 году. В этот период появился хор мальчиков «Мужской хор Пражского симфонического оркестра».
Сотрудничество с карлинской школой продолжалось до наводнения 2002 года, после чего хор перебрался в школу на площади Свободы, которую в своё время окончили Богумил-младший и вдова Богумила-старшего Бланка. В это время плата за участие составляла около 3000 крон (115 долларов США), в хоровую школу принимали девочек в возрасте от 5 до 12 лет, а возраст исполнительниц, занятых в выступлениях хора, составлял от 12 до 20 лет.
Хор выступал во многих странах мира, посетив 22 страны. В последние годы хор посетил Польшу, Германию, США, Южную Корею, Тайвань, Гонконг и Японию.
В 2005 году Богумила Кулинского судили за педофилию. Он был осуждён на 5,5 лет лишения свободы за сексуальные домогательства к 19 из своих подопечных, с шестью из которых он также имел половые сношения. Восьми из девочек к тому моменту ещё не было 15 лет. 24 июня 2011 года он был освобождён досрочно, а  28 июня 2011 года хор Bambini di Praga официально прекратил свою деятельность.

## Дискография
| Дата релиза | Название                          | Лейбл     | Продажи | Позиции в чартах | Сертификация |
| ----------- | --------------------------------- | --------- | ------- | ---------------- | ------------ |
| 1984        | Veselé Vánoce                     | Panton    |         |                  |              |
| 1997        | Piccolo Concerto                  | Allegro   |         |                  |              |
| 2001        | Zpivani O Lasce                   | Supraphon |         |                  |              |
| 2002        | Letem Světem S Bambini Di Praga 1 |           |         |                  |              |
| 2004        | DVORAK, A.: Svata Ludmila         | ArcoDiva  |         |                  |              |

## Интересные факты
- Среди участников хора в период сотрудничества с Чехословацким радио был будущий президент Вацлав Клаус[2].